# 西圣若昂
西圣若昂是巴西圣卡塔琳娜州的一个市镇。总面积162平方公里，总人口6020人，人口密度37.2人/平方公里。